# Stade Municipal de Kénitra
Das Stade Municipal de Kénitra ist ein Fußballstadion in Kenitra, einer Küstenstadt mit rund 400.000 Einwohnern nördlich der marokkanischen Hauptstadt Rabat. Es wurde 1941 eröffnet und ist die Heimstätte des langjährigen Erstligisten KAC Kénitra.

## Lage
Die Sportstätte liegt am südlichen Rand der Innenstadt, nur wenige hundert Meter östlich des Hauptbahnhofs.

## Aufbau des Stadions
Das Stade Municipal de Kénitra hat zwei Tribünen an den Längsseiten des Spielfelds und eine Kapazität von rund 15.000 Plätzen. Eine der Tribünen ist überdacht. Die Spielstätte sah seit seiner Eröffnung nur wenige Änderungen, die letzten größeren Baumaßnahmen waren die Errichtung einer Flutlichtanlage und die Verlegung eines Kunstrasens im Jahr 2008.
Seit 2014 wird das Stadion auf den Hintertorseiten ausgebaut.
Die unüberdachte Gegengerade ist Heimat der Helala Boys, einer auch international bekannten Ultragruppierung des KAC Kénitra.